# Daniel Noonan
Daniel Noonan, född den 28 oktober 1979 i Warren i New South Wales, Australien, är en australisk roddare.
Han tog OS-brons i scullerfyra i samband med de olympiska roddtävlingarna 2012 i London.